# Castiarina ernestadamsi
Castiarina ernestadamsi es una especie de escarabajo del género Castiarina, familia Buprestidae. Fue descrita científicamente por Barker en 1995.